# Америчка кошаркашка асоцијација
Америчка кошаркашка асоцијација (енгл. American Basketball Association), познатија по свом акрониму АБА (од енгл. ABA), је била главна мушка професионална кошаркашка лига од 1967. до 1976. године. АБА је престала да постоји спајањем Америчке кошаркашке асоцијације и Националне кошаркашке асоцијације 1976. године, што је довело до тога да су се четири АБА тима придружила Националној кошаркашкој асоцијацији (НБА) и до увођења шута за 3 поена у НБА 1979. године.

## Историја лиге
АБА је замишљена у време које се протеже од 1960. до средине 1970-их, када су бројне првокласне лиге покушавале, са различитим степеном успеха, да успоставе главне професионалне спортске лиге у Сједињеним Државама. Кошарка је виђена као посебно рањива на изазове, њена главна лига, Национална кошаркашка асоцијација, била је најмлађа од велике четворке великих лига, која је до тада играла само 21 сезону, и још увек се бранила од савремених изазовних лига (прошло је мање од пет година од Америчке кошаркашке лиге (АБЛ) која је угашена). Према речима једног од власника Индијана пејсерса, његов циљ је био да се изнуди спајање са постојећом лигом. Потенцијалним инвеститорима је речено да могу добити АБА тим за половину онога што је коштало да добију НБА тим за проширење у то време. Када је дошло до спајања, званичници АБА су рекли да ће се њихова инвестиција више него удвостручити.
АБА се разликовала од свог старијег колеге са отворенијим, блиставијим стилом офанзивне игре, као и разликама у правилима, 30-секундним сатом за шут (за разлику од НБА-овог 24-секундног сата, иако је АБА променила до 24 секунде за шут у сезонуи 1975/76) и коришћење лука за три поена, пионирског у ранијем АБЛу.  Такође, АБА је користила шарену црвену, белу и плаву лопту, уместо НБА традиционалне наранџасте лопте. АБА је такође имала неколико „регионалних“ франшиза, као што су Вирџинија сквајерси и Каролина кугарси, које су играле „домаће“ утакмице у неколико градова.
АБА лига је такође ишла да преузме четворицу тада најбољих судија у НБА: Ерла Строма, Џона Ванака, Норма Дракера и Џоа Гушуа, наговоривши их да „пређу“ у АБА лигу нудећи им много више новца и бенефиција. У мемоарима Ерла Строма „Колинг д шотс”, Стром преноси и осећај да му се удвара супарничка лига са „новцем за спаљивање”, и такође депресију која је настала следеће године када је почео да суди у АБА лиги, са мање истакнутим играчима који су наступали у неадекватним аренама, пред врло малом публиком. Ипак, појава АБА је повећала плате судија, баш као и плате играча.
Слободни стил АБА лиге на крају је добио симпатизере, али недостатак уговора са националном телевизијом и дуготрајни финансијски губици довели би до пропасти АБА лиге као независног круга. Године 1976, своје последње године постојања, АБА је била пионир у сада популарном такмичењу у закуцавању на утакмици свих звезда у Денверу.
Лига је успела да изнуди спајање са НБА лигом у вансезони 1976. године. Четири АБА тима су апсорбована у старију лигу: Њујорк нетси, Денвер нагетси, Индијана пејсерси и Сан Антонио спарси. Као део споразума о спајању, четири тима нису имала дозволу да учествују на драфту НБА лиге 1976.године. Спајање је било посебно тешко за Нетсе, Њујорк никси су били домаћини у својој арени, Медисон сквер гардену, и нису дозволили Нетсима да тамо деле своје домаће утакмице. Због одвлачења публике од Никса, Нетси су били приморани да плате 4,3 милиона долара организацији Никса. Нетси су уместо њега понудили лигашку звезду Џулијуса Ирвинга, али су Никси одбили. Нетси су морали да се задовоље са ареном у Пискатевеју у Њу Џерсију и, да би покрили трошкове, били су приморани да продају уговор Ирвинга Филаделфија севентисиксерсима.
Два друга клуба, Кентаки колонелси и Спиритс оф Ст. Луис, распуштена су након спајања лига, при чему је сваки добио откуп: Кентаки је добио једнократни откуп који је власник Џон Јанг Браун Џуниор искористио за куповину НБА Буфало брејвси будућих Лос Анђелес клиперса, док су власници Спиритса преговарали о смањењу телевизијских прихода других АБА тимова. Овај уговор је донео власничкој групи Спиритса преко 300 милиона долара, током скоро четири деценије постојања, због великог повећања телевизијских прихода. Године 2014. НБА и власништво Спиритса су се сложили да постепено укидају будућа плаћања у замену за једнократну уплату од 500 милиона долара, чиме је укупна вредност посла постала већа од 800 милиона долара.  Седми преостали тим, Вирџинија сквајерси, није добио ништа, пошто су престали са радом непосредно пре спајања. Играчи из Кентакија, Спиритса и Сквајереса стављени су на располагање НБА тимовима путем дисперзивног драфта, четири тима које је апсорбовала НБА смела су да изаберу играче са овог драфта.
Један од значајнијих дугорочних доприноса АБА лиге професионалној кошарци био је улазак на тржишта на југоистоку која су била расадник колеџ кошарке (укључујући Северну Каролину, Вирџинију и Кентаки). НБА је била фокусирана на урбана подручја североисточно дела САД, средњег запада и западне обале. У то време, није показао никакав интерес да постави тим јужно од Вашингтона, осим градског подручја Атланте где се франшиза НБА Хокса преселила из Сент Луиса 1968. године.

### Комесари АБА лиге
- Џорџ Мајкан 1967–1969
- Џим Гарднер 1969 (привремено)[6]
- Џек Долф 1969–1972
- Боб Карлсон 1972–1973
- Мајк Сторен 1973–74
- Тед Мунчак 1974–75
- Дејв Дебуше 1975–76

НБА великан Џорџ Мајкан био је први комесар АБА лиге, где је увео и линију од 3 поена и заштитни знак лиге црвено-белу и плаву кошаркашку лопту. Мајкан је дао оставку 1969. године. Дејв Дебуше, једна од звезда шампионских тимова Њујорк никса, прешао је са свог посла потпредседника и генералног директора Њујорк нетса 1975. године у комесаријат да би постао последњи комесар АБА лиге и помогао спајање АБА и НБА лига 1976. године.

### Спенсер Хејвудово правило тешкоћа
Један од примарних доприноса АБА лиге модерној НБА лиги било је увођење „правила о тешкоћама Спенсера Хејвуда”, које ће касније постати оквир за тренутни систем квалификованости за НБА драфт који омогућава играчима да се изјасне за НБА након што су годину дана уклоњени са средњошколског такмичења. Порекло „правила о тешкоћама” је резултат тога што је НБА забранила играчима да се придруже лиги док не испуне четири године квалификовања за факултет или колеџ.
Године 1969. Спенсер Хејвуд је напустио Универзитет у Детроиту као студент друге године и потписао уговор са Денвер рокетсима. АБА је веровала да би у олакшавајућим околностима, као што су финансијска ситуација или породичне потребе, играчи требало да буду у могућности да раније оду у професионалне лиге. Док су НБА и НЦАА у почетку оспоравале правило, након што су судови пресудили у корист Хејвуда да игра у АБА лиги, НБА је следила тај пример и ублажила четворогодишње правило да дозволи играчима да уђу у лигу ако се квалификовали као „тешкоћа” на основу „финансијско стање...породица, (или) академски рекорд.“ Хејвуд је отворио пут другим играчима (међу познатијима Џорџ Мекгинис и Џулијус Ирвинг) да уђу у АБА лигу пре него што су завршили своје универзитетске каријере. Данас се правило „један и готово“ у НБА може пратити до одлуке АБА-е да дозволи играчима да раније напусте колеџ и наставе професионалну каријеру пре него што заврше своје универзитетске каријере.

### Такмичење у закуцавању
АБА је била пионир у појављивању сада популарног НБА такмичења у закуцавању на последњој АБА Ол-стар утакмици 1976. године. Утакмица је одржана у Денверу, а власници АБА тимова желели су да обезбеде да догађај буде забаван за распродану дворану од 15.021 људи. АБА и НБА су почеле да расправљају о могућем спајању, а власници АБА су желели да успоставе одрживост и успех своје лиге. Такмичење у закуцавању функционисало је као јединствена забава на полувремену која је показала стил и узбуђење које су АБА играчи унели у игру. Такмичење у закуцавању одржано је на полувремену Ол-стар утакмице, а такмичари су били Артис Гилмор, Џорџ Гервин, Дејвид Томпсон, Лари Кенон и Џулијус Ирвинг. Победник такмичења је добио 1.000 долара и стерео систем. Џулијус Ирвинг је победио у такмичењу завршивши сада познато закуцавање са линије слободних бацања. Такмичење у закуцавању ће се пробити у НБА 1976/77. као такмичење које траје само у тој сезони, и на сталној основи а као самостални догађај у оквиру НБА Ол-стар викенда 1984. године.

## Тимови
Од првобитних 11 тимова, само су Кентаки колонелси и Индијана пејсерси остали свих девет сезона без пресељења, промене имена тимова или одустајања. Међутим, Денвер Ларкс/Рокетс/Нагетс, тим који је био планиран за Канзас Сити, Мисури, преселио се у Денвер без одигравања утакмице у Канзас Ситију због недостатка одговарајуће арене. Поред четири преживела АБА тима, осам тренутних НБА тржишта имају АБА наслеђе: Јута, Далас, Хјустон, Мајами, Њу Орлеанс, Мемфис, Минесота и Шарлот су имали АБА тим пре својих тренутних НБА тимова.
| Екипа                                                                                             | Имена                    | Године        | Судбина тимова |
| ------------------------------------------------------------------------------------------------- | ------------------------ | ------------- | --- |
| Анахајм амигоси Лос Анђелес старси Јута старси                                                    | Анахајм амигоси          | 1967. — 1968. | Угашен 1975. НБА је преселио Њу Орлеанс џез у Јуту као Јута џез 1979. године. |
| Анахајм амигоси Лос Анђелес старси Јута старси                                                    | Лос Анђелес старси       | 1968. — 1970. | Угашен 1975. НБА је преселио Њу Орлеанс џез у Јуту као Јута џез 1979. године. |
| Анахајм амигоси Лос Анђелес старси Јута старси                                                    | Јута старси              | 1970. — 1976. | Угашен 1975. НБА је преселио Њу Орлеанс џез у Јуту као Јута џез 1979. године. |
| Далас чапаралси Тексас чапаралси Сан Антонио спарси                                               | Далас чапаралси          | 1967. — 1970. | Придружио се НБА лиги 1976. као Сан Антонио спарси НБА је додао франшизу Даласу (Маверикс) 1980. године. |
| Далас чапаралси Тексас чапаралси Сан Антонио спарси                                               | Тексас чапаралси         | 1970. — 1971. | Придружио се НБА лиги 1976. као Сан Антонио спарси НБА је додао франшизу Даласу (Маверикс) 1980. године. |
| Далас чапаралси Тексас чапаралси Сан Антонио спарси                                               | Далас чапаралси          | 1971. — 1973. | Придружио се НБА лиги 1976. као Сан Антонио спарси НБА је додао франшизу Даласу (Маверикс) 1980. године. |
| Далас чапаралси Тексас чапаралси Сан Антонио спарси                                               | Сан Антонио спарси       | 1973. — 1976. | Придружио се НБА лиги 1976. као Сан Антонио спарси НБА је додао франшизу Даласу (Маверикс) 1980. године. |
| Хјустон маверикси Каролина кугарси Спиритс ов Сент Луис                                           | Хјустон маверикси        | 1967. — 1969. | Угашен 1976. (откуп НБА) НБА је преместила Сан Дијего рокетсе у Хјустон као Хјустон рокетс 1971. НБА је додала франшизу у Шарлот (Хорнетси) 1988.                                                                 |
| Хјустон маверикси Каролина кугарси Спиритс ов Сент Луис                                           | Каролина кугарси         | 1969. — 1974. | Угашен 1976. (откуп НБА) НБА је преместила Сан Дијего рокетсе у Хјустон као Хјустон рокетс 1971. НБА је додала франшизу у Шарлот (Хорнетси) 1988.                                                                 |
| Хјустон маверикси Каролина кугарси Спиритс ов Сент Луис                                           | Спиритс оф Ст. Луис      | 1974. — 1976. | Угашен 1976. (откуп НБА) НБА је преместила Сан Дијего рокетсе у Хјустон као Хјустон рокетс 1971. НБА је додала франшизу у Шарлот (Хорнетси) 1988.                                                                 |
| Индијана пејсерси                                                                                 | Индијана пејсерси        | 1967. — 1976. | Придружили се НБА 1976. године као Индијана пејсерси |
| Канзас Сити Денвер ларкси /Рокетси /Нагетси                                                       | Канзас Сити (неименован) | 1967.         | Придружили се НБА 1976. године, као Денвер нагетси |
| Канзас Сити Денвер ларкси /Рокетси /Нагетси                                                       | Денвер ларкси            | 1967.         | Придружили се НБА 1976. године, као Денвер нагетси |
| Канзас Сити Денвер ларкси /Рокетси /Нагетси                                                       | Денвер рокетси           | 1967. — 1974. | Придружили се НБА 1976. године, као Денвер нагетси |
| Канзас Сити Денвер ларкси /Рокетси /Нагетси                                                       | Денвер нагетси           | 1974. — 1976. | Придружили се НБА 1976. године, као Денвер нагетси |
| Кентаки колонелси                                                                                 | Кентаки колонелси        | 1967. — 1976. | Угашен 1976. (НБА откуп) |
| Минесота маскиси Мајами флоридијанси                                                              | Минесота маскиси         | 1967. — 1968. | Угашен 1972 НБА је додала франшизу у Мајамију (хит) у 1988. НБА је додала франшизу Минесоти (Тимбервулвси) 1989.                                                                                                  |
| Минесота маскиси Мајами флоридијанси                                                              | Мајами флоридијанси      | 1968. — 1970. | Угашен 1972 НБА је додала франшизу у Мајамију (хит) у 1988. НБА је додала франшизу Минесоти (Тимбервулвси) 1989.                                                                                                  |
| Минесота маскиси Мајами флоридијанси                                                              | Флоридијанси             | 1970. — 1972. | Угашен 1972 НБА је додала франшизу у Мајамију (хит) у 1988. НБА је додала франшизу Минесоти (Тимбервулвси) 1989.                                                                                                  |
| Њу Орлеанс /Луизијана баканирси Мемфис прос/Мемфис тамси/Мемфис саундси Балтимор хастлерси/Клавси | Њу Орлеанс буканирси     | 1967. — 1970. | Угашен 1975 НБА је преместила Шарлот хорнетсе у Њу Орлеанс као Њу Орлеанс хорнетсе (сада Њу Орлеанс пеликанси) у 2002. НБА је преместила Ванкувер гризлисе у Мемфис као Мемфис гризлиси у 2001.                   |
| Њу Орлеанс /Луизијана баканирси Мемфис прос/Мемфис тамси/Мемфис саундси Балтимор хастлерси/Клавси | Луизијана буканирси      | 1970.         | Угашен 1975 НБА је преместила Шарлот хорнетсе у Њу Орлеанс као Њу Орлеанс хорнетсе (сада Њу Орлеанс пеликанси) у 2002. НБА је преместила Ванкувер гризлисе у Мемфис као Мемфис гризлиси у 2001.                   |
| Њу Орлеанс /Луизијана баканирси Мемфис прос/Мемфис тамси/Мемфис саундси Балтимор хастлерси/Клавси | Мемфис прос              | 1970–1972.    | Угашен 1975 НБА је преместила Шарлот хорнетсе у Њу Орлеанс као Њу Орлеанс хорнетсе (сада Њу Орлеанс пеликанси) у 2002. НБА је преместила Ванкувер гризлисе у Мемфис као Мемфис гризлиси у 2001.                   |
| Њу Орлеанс /Луизијана баканирси Мемфис прос/Мемфис тамси/Мемфис саундси Балтимор хастлерси/Клавси | Мемфис тамси             | 1972. — 1974. | Угашен 1975 НБА је преместила Шарлот хорнетсе у Њу Орлеанс као Њу Орлеанс хорнетсе (сада Њу Орлеанс пеликанси) у 2002. НБА је преместила Ванкувер гризлисе у Мемфис као Мемфис гризлиси у 2001.                   |
| Њу Орлеанс /Луизијана баканирси Мемфис прос/Мемфис тамси/Мемфис саундси Балтимор хастлерси/Клавси | Мемфис саундси           | 1974. — 1975. | Угашен 1975 НБА је преместила Шарлот хорнетсе у Њу Орлеанс као Њу Орлеанс хорнетсе (сада Њу Орлеанс пеликанси) у 2002. НБА је преместила Ванкувер гризлисе у Мемфис као Мемфис гризлиси у 2001.                   |
| Њу Орлеанс /Луизијана баканирси Мемфис прос/Мемфис тамси/Мемфис саундси Балтимор хастлерси/Клавси | Балтимор хастлерси       | 1975.         | Угашен 1975 НБА је преместила Шарлот хорнетсе у Њу Орлеанс као Њу Орлеанс хорнетсе (сада Њу Орлеанс пеликанси) у 2002. НБА је преместила Ванкувер гризлисе у Мемфис као Мемфис гризлиси у 2001.                   |
| Њу Орлеанс /Луизијана баканирси Мемфис прос/Мемфис тамси/Мемфис саундси Балтимор хастлерси/Клавси | Балтимор клавси          | 1975.         | Угашен 1975 НБА је преместила Шарлот хорнетсе у Њу Орлеанс као Њу Орлеанс хорнетсе (сада Њу Орлеанс пеликанси) у 2002. НБА је преместила Ванкувер гризлисе у Мемфис као Мемфис гризлиси у 2001.                   |
| Њујорк/Њу Џерзи американси Њујорк нетси                                                           | Њујорк американси        | 1967.         | Придружили се НБА 1976., са променама имена које одражавају прелазак у Њу Џерси (1977) и тренутно Бруклин нетси (2012).                                                                                           |
| Њујорк/Њу Џерзи американси Њујорк нетси                                                           | Њу Џерзи американси      | 1967. — 1968. | Придружили се НБА 1976., са променама имена које одражавају прелазак у Њу Џерси (1977) и тренутно Бруклин нетси (2012).                                                                                           |
| Њујорк/Њу Џерзи американси Њујорк нетси                                                           | Њујорк нетси             | 1968. — 1976. | Придружили се НБА 1976., са променама имена које одражавају прелазак у Њу Џерси (1977) и тренутно Бруклин нетси (2012).                                                                                           |
| Оукланд американси/Окс Вашингтон кепси Вирџинија сквајерси                                        | Окланд американси        | 1967.         | Угашен 1976. (пре соајања) НБА је преселио Сан Франциско вориорсе у Окланд као Голден Стејт вориорси у 1971. НБА је преместила Балтимор булетсе у Вашингтон као Капитал булетси (сада Вашингтон визардси) у 1973. |
| Оукланд американси/Окс Вашингтон кепси Вирџинија сквајерси                                        | Окланд окс               | 1967. — 1969. | Угашен 1976. (пре соајања) НБА је преселио Сан Франциско вориорсе у Окланд као Голден Стејт вориорси у 1971. НБА је преместила Балтимор булетсе у Вашингтон као Капитал булетси (сада Вашингтон визардси) у 1973. |
| Оукланд американси/Окс Вашингтон кепси Вирџинија сквајерси                                        | Вашингтон капиталси      | 1969. — 1970. | Угашен 1976. (пре соајања) НБА је преселио Сан Франциско вориорсе у Окланд као Голден Стејт вориорси у 1971. НБА је преместила Балтимор булетсе у Вашингтон као Капитал булетси (сада Вашингтон визардси) у 1973. |
| Оукланд американси/Окс Вашингтон кепси Вирџинија сквајерси                                        | Вирџинија сквајерси      | 1970. — 1976. | Угашен 1976. (пре соајања) НБА је преселио Сан Франциско вориорсе у Окланд као Голден Стејт вориорси у 1971. НБА је преместила Балтимор булетсе у Вашингтон као Капитал булетси (сада Вашингтон визардси) у 1973. |
| Питсбург пајперси /Пајонирси /Кондорси Минесота пајперси                                          | Питсбург пајперси        | 1967. — 1968. | Угашен 1972. НБА је доделила франшизу у Минесоту (Тимбервулвси) 1989. |
| Питсбург пајперси /Пајонирси /Кондорси Минесота пајперси                                          | Минесота пајперси        | 1968. — 1969. | Угашен 1972. НБА је доделила франшизу у Минесоту (Тимбервулвси) 1989. |
| Питсбург пајперси /Пајонирси /Кондорси Минесота пајперси                                          | Питсбург пајперси        | 1969. — 1970. | Угашен 1972. НБА је доделила франшизу у Минесоту (Тимбервулвси) 1989. |
| Питсбург пајперси /Пајонирси /Кондорси Минесота пајперси                                          | Питсбург пајонирси       | 1970.         | Угашен 1972. НБА је доделила франшизу у Минесоту (Тимбервулвси) 1989. |
| Питсбург пајперси /Пајонирси /Кондорси Минесота пајперси                                          | Питсбург кондорси        | 1970. — 1972. | Угашен 1972. НБА је доделила франшизу у Минесоту (Тимбервулвси) 1989. |
| Сан Дијего конквистадорси /Сејлс                                                                  | Сан Дијего конквистадори | 1972. — 1975. | Угашен 1975, НБА је деловала у Сан Дијегу од 1967. до 1971. године са Сан Дијего рокетсима (сада Хјустон рокетси) и од 1978. до 1984. са Сан Дијего клиперси (сада Лос Анђелес клиперси).                         |
| Сан Дијего конквистадорси /Сејлс                                                                  | Сан Дијего сејлси        | 1975.         | Угашен 1975, НБА је деловала у Сан Дијегу од 1967. до 1971. године са Сан Дијего рокетсима (сада Хјустон рокетси) и од 1978. до 1984. са Сан Дијего клиперси (сада Лос Анђелес клиперси).                         |

## Листа шампиона АБА лиге
АБА лига је била подељена на Источну дивизију и Западну дивизију, у зависности од географске локације седишта тима. Победници дивизија би се састајали у финалу плеј−офа да би одлучили шампиона АБА лиге.
| Година   | Финалиста западне дивизије | Утакмица | Финалиста источне дивизије | МВП плејофа             |
| -------- | -------------------------- | -------- | -------------------------- | ----------------------- |
| 1967/68. | Њу Орлеанс баканирси       | 3 : 4    | Питсбург пајперси          | Кони Хаукинс, Питсбург  |
| 1968/69. | Оукланд оукси              | 4 : 1    | Индијана пејсерси          | Ворен Џабали, Окланд    |
| 1969/70. | Лос Анђелес старси         | 2 : 4    | Индијана пејсерси          | Роџер Браун, Индијана   |
| 1970/71. | Јута старси                | 4 : 3    | Кентаки колонелси          | Зелмо Бети, Јута        |
| 1971/72. | Индијана пејсерси          | 4 : 2    | Њујорк нетси               | Фреди Луис, Индијана    |
| 1972/73. | Индијана пејсерси          | 4 : 3    | Кентаки колонелси          | Џорџ Мекгинис, Индијана |
| 1973/74. | Јута старси                | 1 : 4    | Њујорк нетси               | Џулијус Ирвинг Њујорк   |
| 1974/75. | Индијана пејсерси          | 1 : 4    | Кентаки колонелси          | Артис Гилмор, Кентаки   |

Пошто је АБА смањена на седам тимова до средине последње сезоне, лига је напустила игру у дивизијама.
| Година   | Победник     | Утакмица | Финалиста      | Плеј−оф МВП            |
| -------- | ------------ | -------- | -------------- | ---------------------- |
| 1975/76. | Њујорк нетси | 4 : 2    | Денвер нагетси | Џулијус Ирвинг, Њујорк |

## Статистичка остварења у АБА лиги
| * | Изабран у Кошаркашку Кућу славних |

### Водећи стрелци
Табела најбољих стрелаца по сезонама. Џулијус Ирвинг је три пута био најбољи стрелац АБА лиге
| Сезона   | Играч               | Екипа               | Одиграних утакмица | Кошева | ППГ  |
| -------- | ------------------- | ------------------- | ------------------ | ------ | ---- |
| 1967/68. | Кони Хоукинс*       | Питсбург пајперси   | 70                 | 1.875  | 26,8 |
| 1968/69. | Рик Бери*           | Оукланд оукси       | 35                 | 1.190  | 34,0 |
| 1969/70. | Спенсер Хејвуд*     | Денвер рокетси      | 84                 | 2.519  | 30,0 |
| 1970/71. | Ден Ајсел*          | Кентаки колонелси   | 83                 | 2.480  | 29,9 |
| 1971/72. | Чарли Скот*         | Вирџинија сквајерси | 73                 | 2524   | 34,6 |
| 1972/73. | Џулијус Ирвинг*     | Вирџинија сквајерси | 71                 | 2.268  | 31,9 |
| 1973/74. | Џулијус Ирвинг* (2) | Њујорк нетси        | 84                 | 2.299  | 27,4 |
| 1974/75. | Џорџ Мекгинис*      | Индијана пејсерси   | 79                 | 2.353  | 29,8 |
| 1975/76. | Џулијус Ирвинг* (3) | Њујорк нетси        | 84                 | 2.462  | 29,3 |

### Водећи скакачи
| Сезона   | Играч             | Екипа              | Одиграо утакмица | Скокови у нападу | Скокови у одбрани | Укупно скокова | Скокова по утакмици |
| -------- | ----------------- | ------------------ | ---------------- | ---------------- | ----------------- | -------------- | ------------------- |
| 1967/68. | Мел Денијелс*     | Минесота маскиси   | 78               | 502              | 711               | 1.213          | 15,6                |
| 1968/69. | Мел Денијелс* (2) | Индијана пејсерси  | 76               | 383              | 873               | 1.256          | 16,5                |
| 1969/70. | Спенсер Хејвуд*   | Денвер рокетси     | 84               | 533              | 1.104             | 1.637          | 19,5                |
| 1970/71. | Мел Денијелс* (3) | Индијана пејсерси  | 82               | 394              | 1.081             | 1.475          | 18,0                |
| 1971/72. | Артис Гилмор*     | Кентаки колонелси  | 84               | 421              | 1.070             | 1.491          | 17,8                |
| 1972/73. | Артис Гилмор* (2) | Кентаки колонелси  | 84               | 449              | 1.027             | 1.476          | 17,6                |
| 1973/74. | Артис Гилмор* (3) | Кентаки колонелси  | 84               | 478              | 1.060             | 1.538          | 18,3                |
| 1974/75. | Свен Нејтер       | Сан Антонио спарси | 78               | 369              | 910               | 1.279          | 16,4                |
| 1975/76. | Артис Гилмор* (4) | Кентаки колонелси  | 84               | 402              | 901               | 1.303          | 15,5                |

### Водећи по асистенцијама
| Сезона   | Играч            | Екипа                | Одиграо утакмица | Асистенција | Асистенција по утакмици |
| -------- | ---------------- | -------------------- | ---------------- | ----------- | ----------------------- |
| 1967/68. | Лери Браун*      | Њу Орлеанс буканирси | 78               | 506         | 6,5                     |
| 1968/69. | Лери\|Браун* (2) | Оукланд оукси        | 77               | 544         | 7,1                     |
| 1969/70. | Лери\|Браун* (3) | Њашингтон капси      | 82               | 580         | 7,1                     |
| 1970/71. | Бил Мелкиони     | Њујорк нетси         | 81               | 672         | 8,3                     |
| 1971/72. | Бил Мелкиони (2) | Њујорк нетси         | 80               | 669         | 8,4                     |
| 1972/73. | Бил Мелкиони (3) | Њујорк нетси         | 61               | 453         | 7,4                     |
| 1973/74. | Ал Смит          | Денвер рокетси       | 76               | 619         | 8,1                     |
| 1974/75. | Мак Калвин       | Денвер нагетси       | 74               | 570         | 7,7                     |
| 1975/76. | Дон Бус          | Индијана пејсерси    | 84               | 689         | 8,2                     |

### Водећи по украденим лоптама
| Сезона   | Играч         | Екипа             | Утакмица одиграно | Крађе | Украдено по утакмици |
| -------- | ------------- | ----------------- | ----------------- | ----- | -------------------- |
| 1973/74. | Тед Меклејн   | Денвер рокетси    | 84                | 250   | 2,98                 |
| 1974/75. | Брајан Тејлор | Њујорк нетси      | 79                | 221   | 2,80                 |
| 1975/76. | Дон Бус       | Индијана пејсерси | 84                | 346   | 4,12                 |

### Водећи са блокадама
| Сезона   | Играч            | Екипа                     | Утакмица одиграно | Блокада | Блокада по утакмици |
| -------- | ---------------- | ------------------------- | ----------------- | ------- | ------------------- |
| 1973/74. | Колдвел Џонс     | Сан Дијего конквистадорси | 79                | 316     | 4,00                |
| 1974/75. | Колдвел Џонс (2) | Сан Дијего конквистадорси | 76                | 246     | 3,24                |
| 1975/76. | Били Полц        | Сан Антонио спарси        | 83                | 253     | 3,05                |

## Наследник лиге
Године 1999. основана је нова лига која се назива АБА 2000. Нова лига користи сличну црвено-белу и плаву кошаркашку лопту као стара АБА, али за разлику од оригиналне АБА, у њој нема играча сличног калибра као НБА, нити игра утакмице у главним аренама или на телевизији као оригинална АБА.